# Space Crusade (jeu vidéo)
Space Crusade est un jeu vidéo de tactique au tour par tour développé et publié par Gremlin Interactive en 1992 sur MS-DOS, Atari ST, Amiga, ZX Spectrum, Commodore 64, Amstrad CPC. Le jeu est basé sur le jeu de plateau Space Crusade — créé par Games Workshop en 1990 — dont l’action se déroule dans l’univers de science-fiction de Warhammer 40,000. Chaque joueur  y contrôle une équipe de Space Marines, des soldats lourdement armés et génétiquement améliorés, et doit affronter les forces du Chaos contrôlées par l’ordinateur.
| Space Crusade |      |       |
| Média         | Nat. | Notes |
| Gen4          | FR   | 80 %  |
| Joystick      | FR   | 82 %  |